# Ligne de Szolnok à Záhony par Debrecen et Nyíregyháza
La ligne de Szolnok à Záhony par Debrecen et Nyíregyháza ou ligne 100 est une ligne de chemin de fer de Hongrie. Elle relie Szolnok à Záhony par Debrecen et Nyíregyháza. Cette ligne est connue pour le « train noir » (Fekete vonat), les convois de travailleurs qui reliaient les régions du nord-est à la capitale hongroise.
Elle est la prolongation de la ligne de Budapest à Szolnok par Cegléd (ligne 100A).